# 雙色糯米糕

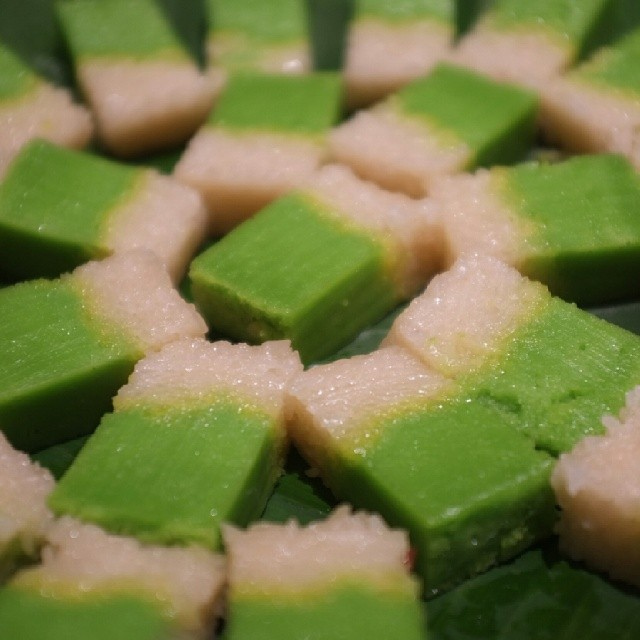
各式各樣的娘惹雙色糯米糕

雙色糯米糕（馬來文：Seri Muka）又稱斯里木卡糕，是馬來西亞娘惹社群的著名傳統甜點，其馬來名稱意為“漂亮的臉孔”。此糕點的外形為兩層式，與達蘭糕（Kuih Talam）相似，上層為用班蘭葉汁液染色的綠色玉米粉糊，下層為煮熟的糯米飯，有時會使用藍花將部分糯米飯染成藍色，增添不同的色彩。椰漿是此糕點的重要食材，享用時，可以明顯感受到班蘭葉與椰漿的香味，部分人士在享用此糕點時，會蘸點咖椰（Kaya）。
此糕點是娘惹社群的代表性糕點之一，在各喜慶場合皆可見其踪影，也可作为早餐或下午茶点心。在2009年也被馬來西亞國家文物遺產局（Department of National Heritage）列為馬來西亞百大食品遺產之一（100 Malaysian heritage foods and drinks）。